# Trenhotel

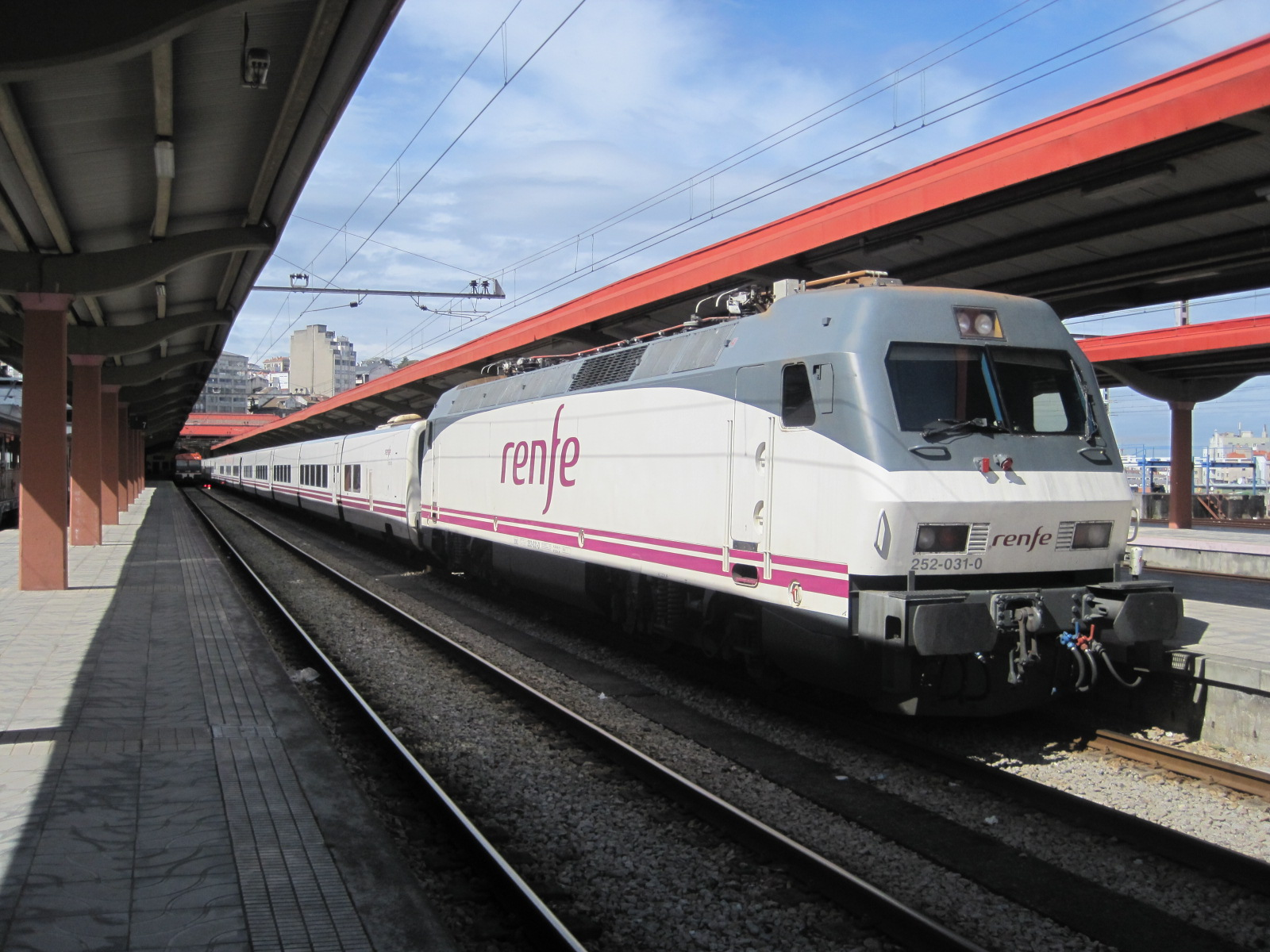
Trenhotel „Galicia“ Vigo állomáson

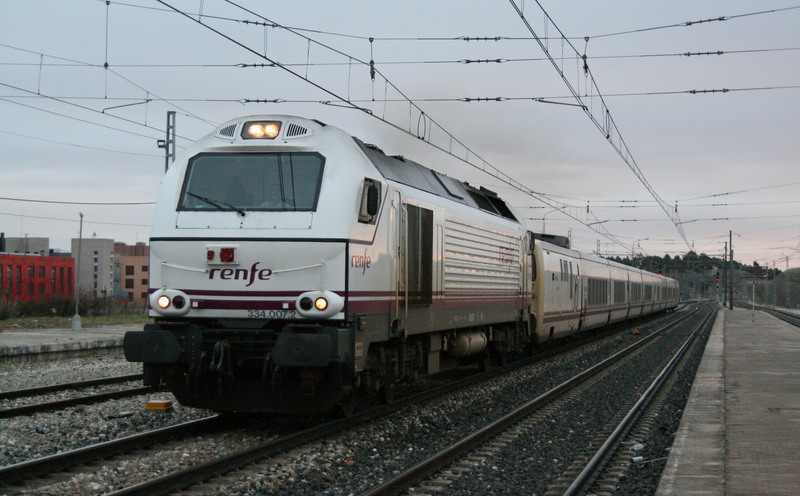
Trenhotel „Lusitania“ Madrid Chamartín állomáson

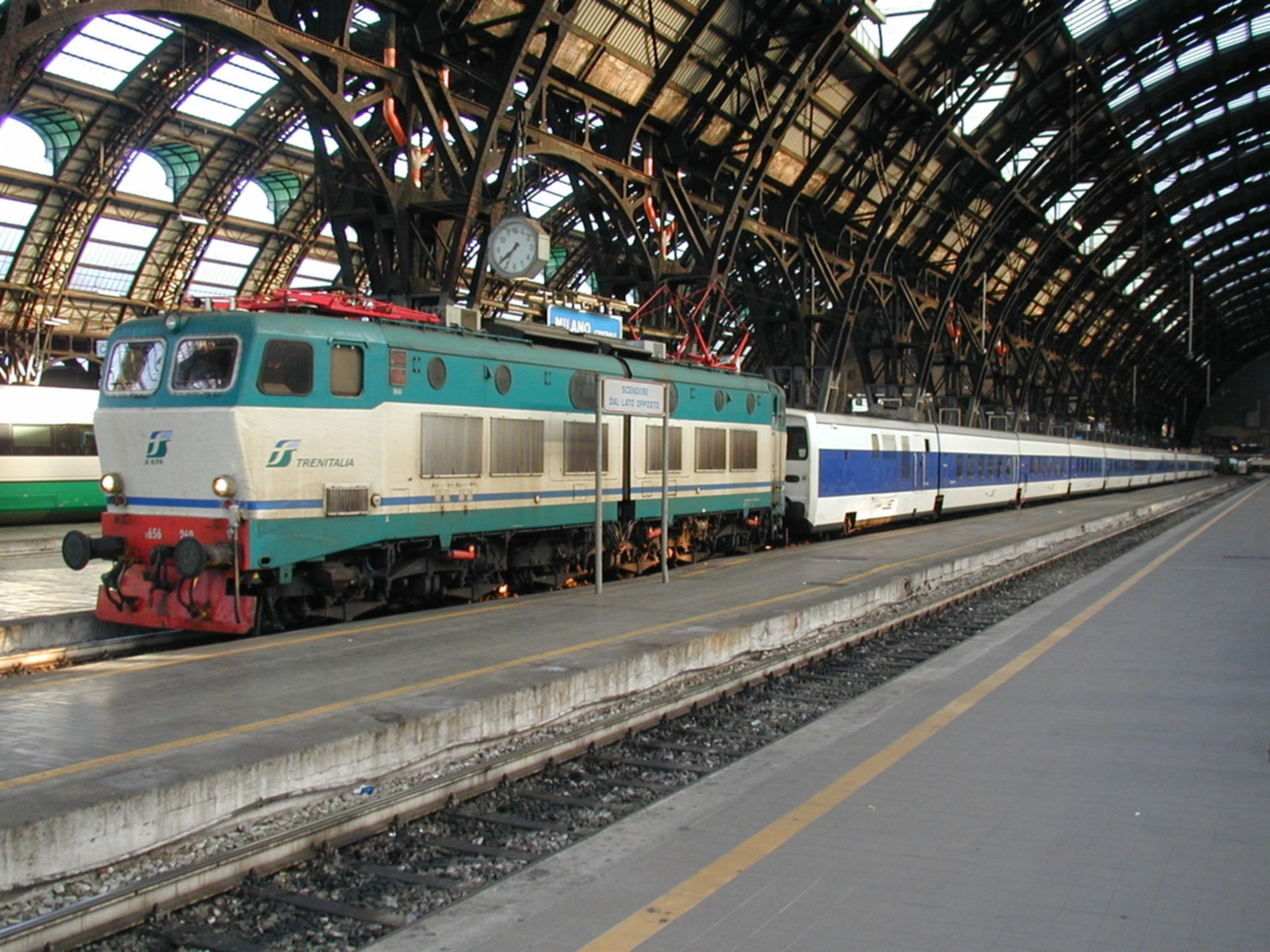
Trenhotel „Salvador Dalí“ Milano Centrale állomáson 2007-ben

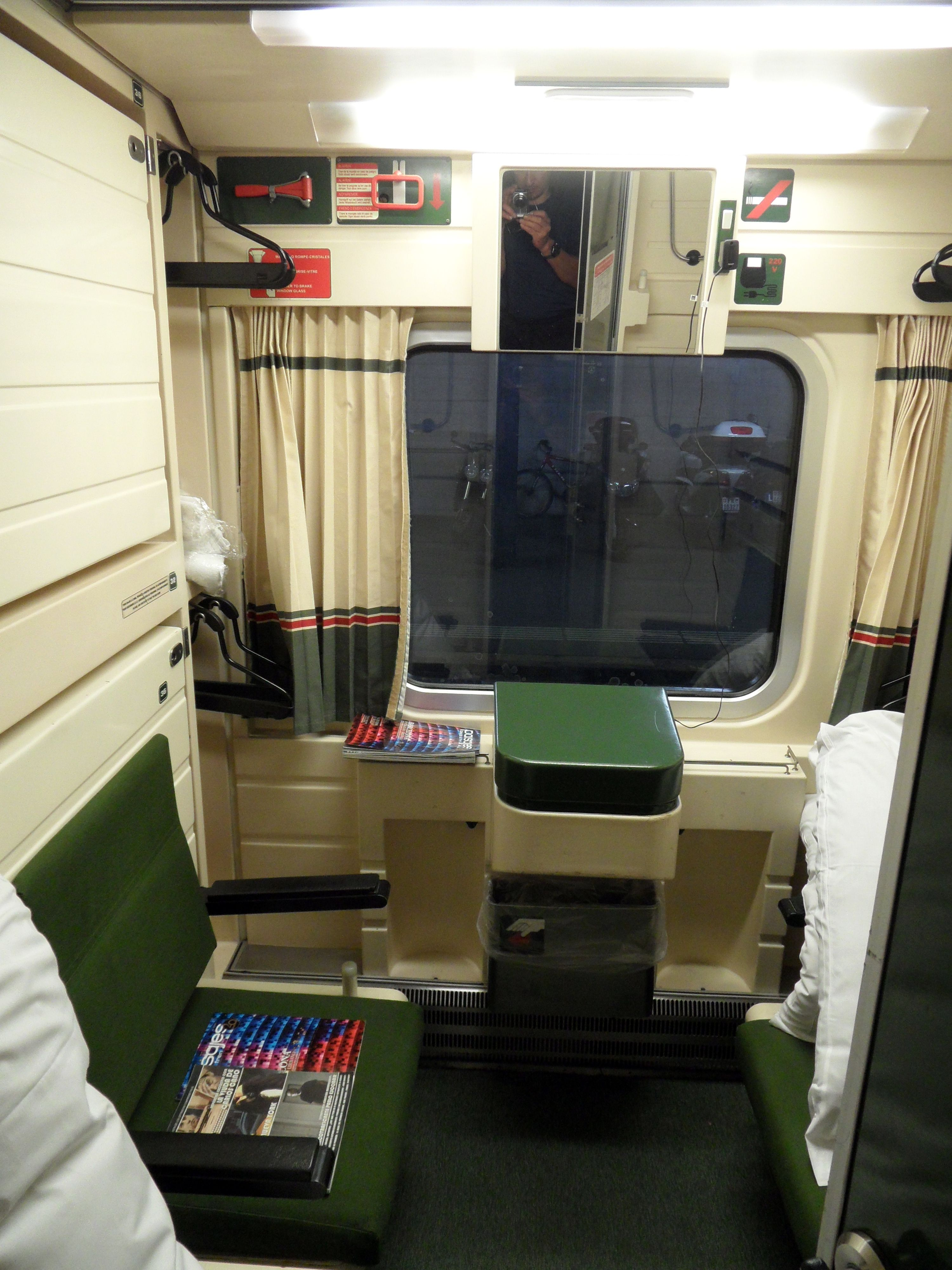
Egy négyágyas kabin belseje

A Trenhotel a Spanyol Államvasutak távolsági, éjszakai vasúti szolgáltatása Spanyolországban és a környező országokban. A mozdonyvontatású Trenhotel járatok nagysebességű, nyomtávváltásra alkalmas, kimagasló minőségű Talgo-hálókocsikból állnak, maximális sebességük 250 km/h, átlagsebességük 200 km/h körül alakul.

## Vontatójárművek
Spanyolországban a vonatokat a villamosított vonalakon a RENFE 252 sorozat, nem-villamosított vonalakon a RENFE 334 sorozat vontatja.

## Járatok
A belföldi járatokon kívül korábban még Svájcba, Olaszországba és Franciaországba is jártak Trenhotel járatok, mára azonban már csak Portugália felé van Trenhotel kapcsolat.
| Belföldi járatok             | Belföldi járatok | Belföldi járatok |
| ---------------------------- | --- | ---------------- |
| Név                          | Útvonal | Kocsitípus       |
| Alhambra                     | Barcelona-Sants · Tarragona · Salou · Castellón de la Plana · Valencia-Norte · Almansa · Albacete · Alcázar de San Juan · Linares-Baeza · Granada | Talgo 4-5-6      |
| Galicia ruta La Coruña       | Barcelona-Sants · Campo de Tarragona · Lérida-Pirineos · Zaragoza-Delicias · Tudela de Navarra · Castejón de Ebro · Logroño · Burgos-Rosa de Lima · Palencia · León · Astorga · Ponferrada · O Barco de Valdeorras · A Rúa-Petín · San Clodio-Quiroga · Monforte de Lemos · Sarria · Lugo · Curtis · Betanzos-Infesta · La Coruña | Talgo 7          |
| Galicia ruta Vigo            | Barcelona-Sants · Campo de Tarragona · Lérida-Pirineos · Zaragoza-Delicias · Tudela de Navarra · Castejón de Ebro · Logroño · Burgos-Rosa de Lima · Palencia · León · Astorga · Ponferrada · O Barco de Valdeorras · A Rúa-Petín · San Clodio-Quiroga · Monforte de Lemos · Orense-Empalme · Guillarrei · O Porriño · Redondela de Galicia · Vigo-Guixar                                                                                 | Talgo 7          |
| Rosalía de Castro            | Barcelona-Sants · Campo de Tarragona · Lérida-Pirineos · Zaragoza-Delicias · Logroño· Astorga · Ponferrada · O Barco de Valdeorras · A Rúa-Petín · San Clodio-Quiroga · Monforte de Lemos · Orense-Empalme· Santiago de Compostela · La Coruña | Talgo 5-6        |
| Rías Gallegas ruta La Coruña | Madrid-Chamartín · Ávila · Medina del Campo · Zamora · Puebla de Sanabria · A Gudiña · Orense-Empalme · O Carballiño · Lalín · Santiago de Compostela · La Coruña | Talgo 5-6        |
| Rías Gallegas ruta Vigo      | Madrid-Chamartín · Ávila· Medina del Campo · Zamora · Puebla de Sanabria · A Gudiña · Orense-Empalme · Ribadabia · Guillarrei · O Porriño · Redondela· Vigo-Guixar · Pontevedra | Talgo 4-5-6      |
| Atlántico                    | Madrid-Chamartín · Ávila · Medina del Campo · Valladolid-Campo Grande · Venta de Baños · Palencia · León · Veguellina · Astorga · Bembibre · Ponferrada · O Barco de Valdeorras · A Rúa-Petín · San Clodio-Quiroga · Monforte de Lemos · Sarria · Lugo · Gutiriz · Curtis · Betanzos-Infesta · Betanzos-Cidade · Pontedeume · Ferrol | Talgo 4-5-6      |
| Nemzetközi járatok           | |                  |
| Lusitania                    | Madrid-Chamartín · Ávila · Medina del Campo · Salamanca · Ciudad Rodrigo · Fuentes de Oñoro · Villar-Formoso · Guarda · Celorico da Beira · Mangualde · Santa Comba-Dao · Coimbra · Pombal · Caxarias · Entroncamento · Lisboa-Estación Oriente · Lisboa-Santa Apolónia | Talgo 4          |
| Surexpreso o Surex           | Hendaya · Irún · San Sebastián · Vitoria · Miranda de Ebro · Burgos-Rosa de Lima · Valladolid-Campo Grande · Medina del Campo · Salamanca · Fuente de San Esteban-Boadilla · Ciudad Rodrigo · Fuentes de Oñoro · Villar-Formoso · Guarda · Vila Franca das Naves · Celorico da Beira · Mangualde · Nelas · Santa Comba-Dao · Pampilhosa · Coimbra · Pombal · Fátima · Entroncamento · Lisboa-Estación de Oriente · Lisboa-Santa Apolónia | Talgo 4          |